# 維路拉 (阿拉巴馬州)
維路拉（英語：Vilula）是一個位於美國阿拉巴馬州佩里縣的非建制地區。該地的面積和人口皆未知。

## 地理
維路拉的座標為32°32′59″N 87°16′14″W / 32.54972°N 87.27056°W，而該地的平均海拔高度為57米（即187英尺）。